# Near Space Network
Dit overzicht is mogelijk incompleet; u kunt helpen door het uit te breiden.
Het Near Space Network of NSN is het geheel van grondstations en communicatiesatellieten gebruikt door NASA om te communiceren met ruimtevaartuigen in een baan rond de Aarde en Maan en de ruimte daartussen. Het NSN wordt beheerd vanuit het Goddard Space Flight Center. Voor communicatie voorbij de maan wordt gebruik gemaakt van het Deep Space Network
In december 2024 werden KSAT, Intuitive Machines, SSC Space U.S. en Viasat geselecteerd door NASA voor het verlenen van diensten ter ondersteuning van het Near Space Network met de bedoeling op termijn de TDRS-satellieten overbodig te maken.